# Jarosław Stokowski

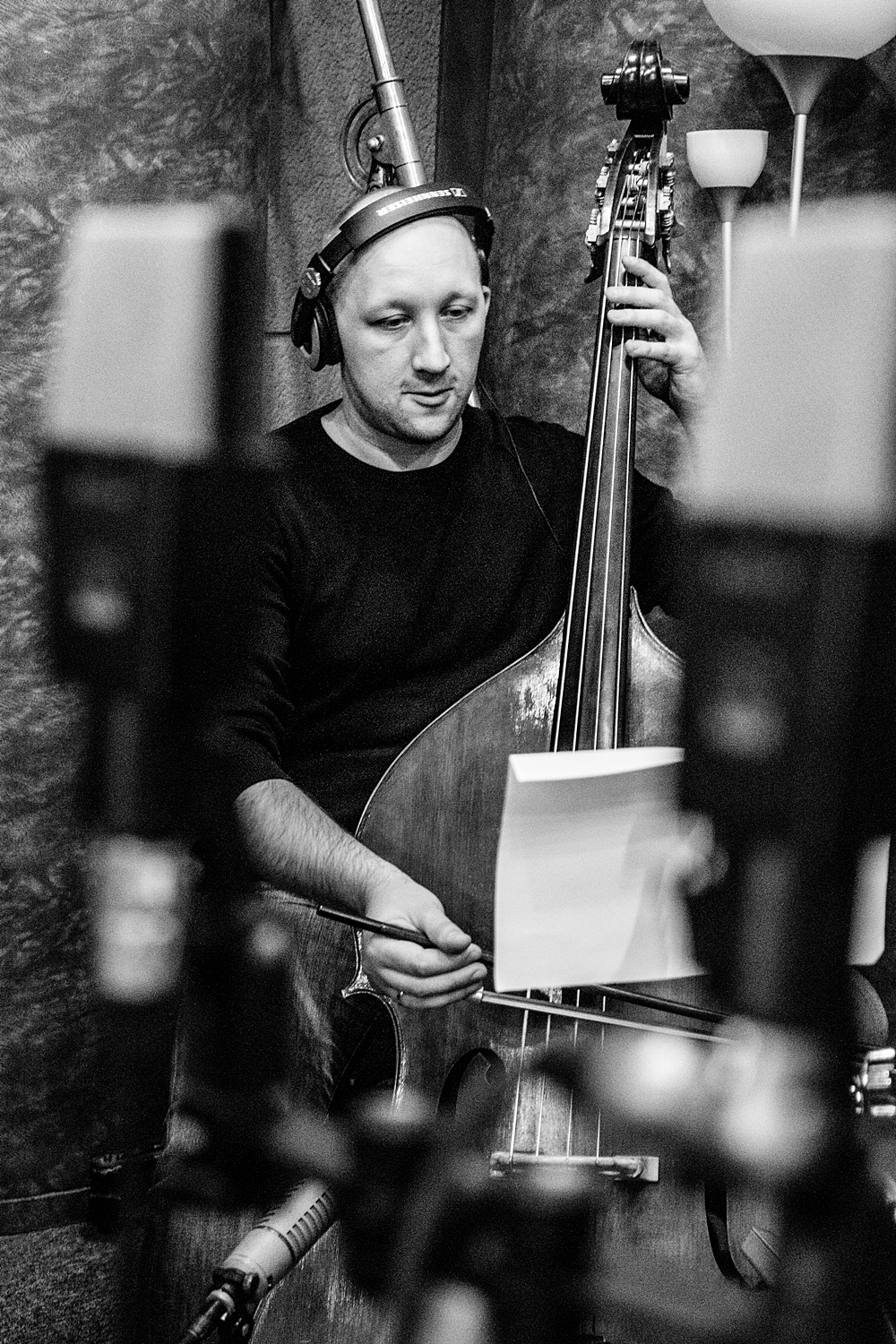
Jarosław Stokowski, 2015

Jarosław Stokowski (ur. 1986) – polski kontrabasista i gitarzysta basowy. Członek zespołów Meadow Quartet, Adam Wendt Acoustic Set, Zagan Acoustic, Krystyna Durys, Gaba Janusz, Renata Irsa. Absolwent Akademii Muzycznej w Gdańsku. Współpracował i współpracuje z takimi muzykami, jak: Adam Wendt, Artur Jurek, Marcin Wasilewski, Robert Luty, Paweł Kaczmarczyk, Leszek Dranicki, Marcin Jahr, Tomasz Sowiński, Piotr Mania, Grzech Piotrowski, Mateusz Smoczyński, Grzegorz Lewandowski, Krzysztof Krakowski, Dariusz Herbasz i innymi.

## Dyskografia
- Laura Cubi Villena & Adam Wendt Acoustic Set - Por La Noche (Soliton 2017)
- Grzech Piotrowski - Six Seasons (2016)
- Meadow Quartet – David & Goliath (Multikulti Project 2015)
- Ewa Rzeszotarska & Zagan Acoustic - French Touch (Soliton 2015)
- Zagan Acoustic – Folk & Roll (2015)
- Spoko jazz vol. 7 (Soliton 2014)
- Adam Wendt Acoustic Set – Acoustic Travel (Soliton, 2014)
- Meadow Quartet – The Erstwhile Heroes (Multikulti Project 2013)
- Sanacja – Już taki ze mnie zimny drań (Soliton 2013)
- Meadow Quartet – Unexpected (Multikulti Project 2012)
- Wolny Przedział – Śpiew to Życie (East Pictures 2012)
- Zagan Acoustic – 3:1 (2012)

### Gościnnie
- World Orchestra Grzecha Piotrowskiego – Live in Gdansk (Universal Music Polska 2013)
- Lady Pank – Symfonicznie (Universal Music Polska 2012)
- Coma – Symfonicznie (Mystic 2010)

## Współpraca
- Płocka Orkiestra Symfoniczna
- Elbląska Orkiestra Kameralna
- Polska Filharmonia Kamerana Sopot
- Filharmonia Bałtycka
- World Orchestra Grzecha Piotrowskiego
- Orkiestra Symfoników Gdańskich
- Teatr Muzyczny w Gdyni
- Teatr Miniatura
- Teatr Wybrzeże